# August Freytag
August Freytag, auch in der Schreibweise August Freitag (* 1823; † 17. Mai 1889 in Elberfeld), war renommierter Juwelier in Elberfeld und Mäzen.
Die Juwelen-, Gold-, Silberwaren- und Uhrenhandlung August Freytag in der Morianstraße 17 bestand seit dem 1. Januar 1819. In Auktionen von hochwertigen Uhren oder Silberwaren wird heute bisweilen Freytag als ehemaliger Besitzer erwähnt. Daneben war er seit Gründung des Elberfelder Verschönerungsvereins Mitglied und Mäzen, ab Februar 1879 war er Mitglied des Vorstandes. 
Nach seinem Tod kam ein Teil seines Nachlasses dem Verein zugute. Die Villa Freytag am Friedrichsberg kam 1908 mit finanzieller Hilfe des Vereins in Besitz der Stadt Elberfeld.